# Kepler-8b
Kepler-8b is een door Kepler Space Observatory ontdekte exoplaneet rond de ster Kepler-8.
De planeet staat zeer dicht bij de moederster (7.200.000 km), hoewel het naar alle waarschijnlijkheid een gasreus dicht bij Kepler-8, een zogenaamde hete Jupiter betreft.